# Venezuela en los Juegos Olímpicos
Venezuela en los Juegos Olímpicos está representada por el Comité Olímpico Venezolano (COV), máximo ente deportivo de este país, el cual fue fundado en 1935.
La primera presencia de un venezolano en la historia de los Juegos Olímpicos curiosamente no fue la de un atleta sino del pintor Alberto Egea, quien participó en el concurso de arte en los Juegos de Los Ángeles 1932. El primer deportista venezolano en asistir a unos Juegos Olímpicos fue el ciclista Julio César León, debutando en Londres 1948. Desde entonces, Venezuela ha enviado delegaciones de manera ininterrumpida a todas las ediciones siguientes, con lo que registra 18 participaciones. Igualmente, ha enviado delegaciones a cuatro Juegos Olímpicos de Invierno desde Nagano 1998 (excepto Vancouver 2010 y Pieonchang 2018), a los Juegos Paralímpicos de Verano desde Nueva York 1984 (excepto Seúl 1988), y a los Juegos Olímpicos de la Juventud desde Singapur 2010. 
Venezuela comparte con Chile el séptimo mejor palmarés de América Latina en cantidad de medallas de oro, después de Cuba (86), Brasil (37), Argentina (22), México (13), Colombia (5) y Ecuador (4), con 3 preseas. Es a su vez el sexto país de América Latina con más medallas en total al tener 21 preseas, y en resultados generales es el sexto mejor ubicado de Sudamérica tras Brasil, Argentina, Colombia, Ecuador y Chile.
En lo que se refiere a estadísticas en general, Venezuela ha ganado alguna medalla en 12 justas olímpicas diferentes: Helsinki 1952, Roma 1960, México 1968, Montreal 1976, Moscú 1980, Los Ángeles 1984, Barcelona 1992, Atenas 2004, Pekín 2008, Londres 2012, Río de Janeiro 2016 y Tokio 2020.
Desde la edición de Atenas 2004 hasta la de Tokio 2020, Venezuela consiguió una racha de cinco ediciones consecutivas de los juegos en los que logró alcanzar el podio de medallas al menos una vez.
Yulimar Rojas, atleta de salto triple, es la deportista venezolana más destacada en la historia de los juegos, con dos medallas olímpicas: plata en Río de Janeiro 2016 y oro en Tokio 2020.
Entre 1952 y 2002, Venezuela ha tenido tres representantes en el Comité Olímpico Internacional: Julio Bustamante (1952-1968), José Beracasa (1968-1981) y Flor Isava-Fonseca (1981-2002). Isava fue una de las dos primeras mujeres en ser elegidas para el COI, junto con la finlandesa Pirjo Wilmi.

## Registro
| #     | Juegos              | Atletas | Oro | Plata | Bronce | Total | Posición |
| ----- | ------------------- | ------- | --- | ----- | ------ | ----- | -------- |
| 14    | Londres 1948        | 1       | 0   | 0     | 0      | 0     | -        |
| 15    | Helsinki 1952       | 38      | 0   | 0     | 1      | 1     | 40       |
| 16    | Melbourne 1956      | 23      | 0   | 0     | 0      | 0     | -        |
| 17    | Roma 1960           | 36      | 0   | 0     | 1      | 1     | 41       |
| 18    | Tokio 1964          | 16      | 0   | 0     | 0      | 0     | -        |
| 19    | México 1968         | 23      | 1   | 0     | 0      | 1     | 30       |
| 20    | Múnich 1972         | 23      | 0   | 0     | 0      | 0     | -        |
| 21    | Montreal 1976       | 32      | 0   | 1     | 0      | 1     | 34       |
| 22    | Moscú 1980          | 37      | 0   | 1     | 0      | 1     | 32       |
| 23    | Los Ángeles 1984    | 26      | 0   | 0     | 3      | 3     | 41       |
| 24    | Seúl 1988           | 17      | 0   | 0     | 0      | 0     | -        |
| 25    | Barcelona 1992      | 29      | 1   | 0     | 1      | 2     | 34       |
| 26    | Atlanta 1996        | 39      | 0   | 0     | 0      | 0     | -        |
| 27    | Sídney 2000         | 50      | 0   | 0     | 0      | 0     | -        |
| 28    | Atenas 2004         | 48      | 0   | 0     | 2      | 2     | 68       |
| 29    | Pekín 2008          | 108     | 0   | 0     | 1      | 1     | 82       |
| 30    | Londres 2012        | 68      | 1   | 0     | 0      | 1     | 50       |
| 31    | Río de Janeiro 2016 | 86      | 0   | 2     | 1      | 3     | 62       |
| 32    | Tokio 2020          | 44      | 1   | 3     | 0      | 4     | 46       |
| Total | Total               | Total   | 4   | 7     | 10     | 21    | 64       |

## Delegaciones

### Juegos Olímpicos de Verano
A lo largo de sus diecinueve participaciones en los Juegos Olímpicos de verano, Venezuela ha enviado las siguientes delegaciones de deportistas:
| Participaciones | Edición             | Disciplinas | Tamaño delegación | Tamaño delegación | Tamaño delegación | Abanderado                | Abanderado            |             |         |         |  |  |
| --------------- | ------------------- | ----------- | ----------------- | ----------------- | ----------------- | ------------------------- | --------------------- | ----------- | ------- | ------- |  |  |
| Participaciones | Edición             | Disciplinas |                   |                   |                   | Abanderado                | Abanderado            | Deportistas | Hombres | Mujeres |  |  |
| 1               | Londres 1948        | 1 deporte   | 1                 | 1                 | 0                 | Julio César León          | Ciclismo              |             |         |         |  |  |
| 2               | Helsinki 1952       | 8 deportes  | 38                | 36                | 2                 | Asnoldo Devonish          | Atletismo             |             |         |         |  |  |
| 3               | Melbourne 1956      | 4 deportes  | 22                | 22                | 0                 | Rafael Romero             | Atletismo             |             |         |         |  |  |
| 4               | Roma 1960           | 9 deportes  | 36                | 31                | 5                 | Héctor Thomas             | Atletismo             |             |         |         |  |  |
| 5               | Tokio 1964          | 5 deportes  | 16                | 15                | 1                 | Teodoro Capriles          | Natación              |             |         |         |  |  |
| 6               | México 1968         | 5 deportes  | 23                | 23                | 0                 | Silvio Fernández          | Esgrima               |             |         |         |  |  |
| 7               | Múnich 1972         | 4 deportes  | 23                | 20                | 3                 | Francisco Rodríguez       | Boxeo                 |             |         |         |  |  |
| 8               | Montreal 1976       | 6 deportes  | 32                | 23                | 9                 | Manuel Luna               | Judo                  |             |         |         |  |  |
| 9               | Moscú 1980          | 7 deportes  | 37                | 37                | 0                 | Antonio Esparragoza       | Boxeo                 |             |         |         |  |  |
| 10              | Los Ángeles 1984    | 10 deportes | 26                | 25                | 1                 | William Wuycke            | Atletismo             |             |         |         |  |  |
| 11              | Seúl 1988           | 7 deportes  | 17                | 15                | 2                 | Elizabeth Popper          | Tenis de mesa         |             |         |         |  |  |
| 12              | Barcelona 1992      | 9 deportes  | 29                | 24                | 5                 | María Elena Giusti        | Natación sincronizada |             |         |         |  |  |
| 13              | Atlanta 1996        | 12 deportes | 39                | 34                | 5                 | Francisco Sánchez         | Natación              |             |         |         |  |  |
| 14              | Sídney 2000         | 17 deportes | 50                | 36                | 14                | Adriana Carmona           | Taekwondo             |             |         |         |  |  |
| 15              | Atenas 2004         | 15 deportes | 48                | 33                | 15                | Julio Luna                | Halterofilia          |             |         |         |  |  |
| 16              | Pekín 2008          | 21 deportes | 108               | 57                | 51                | María Soto                | Sóftbol               |             |         |         |  |  |
| 17              | Londres 2012        | 15 deportes | 68                | 42                | 26                | Fabiola Ramos             | Tenis de mesa         |             |         |         |  |  |
| 18              | Río de Janeiro 2016 | 23 deportes | 86                | 61                | 25                | Rubén Limardo             | Esgrima               |             |         |         |  |  |
| 19              | Tokio 2020          | 14 deportes | 44                | 31                | 13                | Antonio Díaz y Karen León | Kárate y Judo         |             |         |         |  |  |

### Juegos Olímpicos de Invierno
En sus cuatro participaciones en los Juegos Olímpicos de invierno, Venezuela ha enviado las siguientes delegaciones de deportistas:
| Participaciones | País                | Disciplinas | Tamaño delegación | Tamaño delegación | Tamaño delegación | Abanderado             | Abanderado   |             |         |         |  |  |
| --------------- | ------------------- | ----------- | ----------------- | ----------------- | ----------------- | ---------------------- | ------------ | ----------- | ------- | ------- |  |  |
| Participaciones | País                | Disciplinas |                   |                   |                   | Abanderado             | Abanderado   | Deportistas | Hombres | Mujeres |  |  |
| 1               | Nagano 1998         | 1 deporte   | 1                 | 0                 | 1                 | Iginia Boccalandro     | Luge         |             |         |         |  |  |
| 2               | Salt Lake City 2002 | 1 deporte   | 4                 | 3                 | 1                 | Iginia Boccalandro     | Luge         |             |         |         |  |  |
| 3               | Turín 2006          | 1 deporte   | 1                 | 1                 | 0                 | Werner Hoeger          | Luge         |             |         |         |  |  |
| 4               | Sochi 2014          | 1 deporte   | 1                 | 1                 | 0                 | Antonio Pardo Andretta | Esquí alpino |             |         |         |  |  |

## Historia
El primer deportista venezolano en participar en unos Juegos Olímpicos fue el ciclista Julio César León en Londres 1948.
En los Juegos de 1952, Asnoldo Devonish obtuvo una medalla de bronce que se convirtió en la primera medalla olímpica en la historia deportiva del país, en 1968 Francisco «Morochito» Rodríguez obtuvo la primera medalla de oro; consiguiéndose medallas de plata y bronce en diversos juegos hasta 1984. La primera venezolana en participar en Juegos Olímpicos de invierno fue Iginia Boccalandro en Nagano 1998. Rafael Vidal fue medalla de bronce en los 200 m mariposa en Natación en los Juegos Olímpicos de Los Ángeles 1984. Arlindo Gouveia obtuvo medalla de oro, en Taekwondo, en Barcelona 1992, pero para esa fecha el deporte sólo participó como exhibición. Dicha medalla, junto con la de bronce ganada por Adriana Carmona en el mismo deporte, son contadas como oficiales por la Federación Venezolana de Taekwondo desde 2018.

### Atenas 2004
Venezuela participó en los Juegos de Atenas 2004 con 48 deportistas, obteniendo dos medallas de bronce con Adriana Carmona e Israel Rubio en Taekwondo y Halterofilia,respectivamente.

### Turín 2006
Venezuela participó en los Juegos de invierno Turín 2006 gracias a Werner Hoeger en la especialidad de Luge.

### Pekín 2008
En los Juegos de Pekín 2008 Venezuela logra ser el único país (solo por detrás del anfitrión China) en duplicar el número de atletas clasificados con respecto a los juegos inmediatamente anteriores, pasando de 48 atletas en Atenas 2004 a 108 atletas clasificados en 2008; por lo cual se constituyó en la delegación con mayor progreso respecto de los últimos juegos. Para esta ocasión Venezuela clasificó por primera vez 3 deportes de conjunto, el voleibol masculino y femenino y el equipo de softbol femenino, antes solo en 1980 en Moscú (fútbol) y en Barcelona 1992 (baloncesto) había podido clasificar deportes de conjunto. En estos juegos la venezolana Dalia Contreras ganó la medalla de bronce en Taekwondo en la categoría de 49 kilogramos, tras vencer a la keniana Mildred Alango 1-0.

### Londres 2012
El esgrimista Rubén Limardo consigue la tercera medalla de oro para la nación. Limardo además se convierte en el primer latinoamericano en ganar medalla de oro en esgrima desde 1904, más de 100 años.

### Sochi 2014
Venezuela logra su 4.ª participación en juegos olímpicos de invierno gracias al atleta Antonio Pardo Andretta en la especialidad de Esquí Alpino.

### Río 2016
En estos juegos olímpicos, Venezuela casi logra alcanzar una cantidad de atletas casi igual a la de Pekín 2008, e incluso logró mejor registro de medallas que en aquellos juegos olímpicos, con un total de 3 medallas estas en las categorías de Boxeo, Ciclismo y Atletismo por los representantes venezolanos: Yoel Finol, Yulimar Rojas y Stefany Hernández, completando así su participación en estos juegos olímpicos con 1 medalla de Bronce y dos medallas de Plata.

### Tokio 2020
En estos juegos olímpicos, Venezuela compite con 44 atletas siendo su delegación más pequeña desde 1988, obteniendo 4 medallas; 3 plata ganadas por Julio Mayora y Keydomar Vallenilla en Halterofília y Daniel Dhers en BMX estilo libre y un oro de Yulimar Rojas en triple salto, quien rompió el récord mundial y olímpico de la historia de esta categoría de Atletismo en Juegos Olímpicos, con una marca de 15.67 metros, además de convertirse en la primera mujer en recibir una medalla de oro en la historia de los juegos olímpicos para Venezuela.

## Medallistas Venezolanos

### Oro
- Francisco Rodríguez, obtuvo medalla de oro al derrotar en la final al surcoreano, Jee Yong-ju, en la categoría mosca ligero, en Boxeo en los Juegos Olímpicos de México 1968.
- Arlindo Gouveia obtuvo la medalla de oro en Barcelona 1992 en la especialidad de taekwondo (-54 kg) al derrotar al indonesio Dirc Richard Talumewo. El Comité Olímpico Internacional no tiene en cuenta esta Medalla en el conteo general de Barcelona 1992, por tratarse de un deporte de exhibición.[13]
- Rubén Limardo, consiguió la medalla de oro en la disciplina de esgrima, modalidad espada individual, en Londres 2012 al superar al noruego Bartosz Piasecki.
- Yulimar Rojas, obtuvo la medalla de oro en la disciplina de triple salto femenino en los juegos de Tokio 2020, quedando segunda la portuguesa Patricia Mamona y tercera la española Ana Peleteiro. Además se convirtió en la poseedora del Récord Olímpico y Récord Mundial femenino (15.67 m) en esta disciplina. Cuarta medalla de oro en una disciplina oficial para el país.

### Plata
- Pedro Gamarro, obtuvo la primera medalla de plata para Venezuela en la categoría peso wélter de boxeo en Montreal 1976.
- Bernardo Piñango, obtuvo la medalla de plata en la categoría de peso gallo, también en boxeo en Moscú 1980.
- Yulimar Rojas, obtuvo la medalla de plata en la disciplina de triple salto femenino en los juegos de Río de Janeiro 2016.
- Yoel Finol ganó medalla de bronce al llegar hasta las semifinales en la categoría peso mosca (52 kg) de boxeo en Río de Janeiro 2016. Posteriormente, en septiembre de 2018, el "Comité Ejecutivo del Comité Olímpico Internacional" reasignó la medalla de plata, luego que el boxeador ruso Mijaíl Aloyán diera positivo en tuaminoheptano, un estimulante con propiedades de descongestionante nasal y vasoconstrictor.[14]
- Julio Mayora obtuvo la medalla de plata en la disciplina de halterofilia (categoría 73 kg) en los Juegos Olímpicos de Tokio 2020.
- Keydomar Vallenilla, obtuvo la medalla de plata en la disciplina de halterofilia masculino (categoría 96 kg) en los Juegos Olímpicos de Tokio 2020, logrando replicar el éxito conseguido por Julio Mayora días atrás.
- Daniel Dhers, obtuvo la medalla de plata en la categoría BMX estilo libre, tras obtener una puntuación de 92.05 en su segundo intento en los Juegos Olímpicos de Tokio 2020.

### Bronce
- Asnoldo Devonish, logró la primera medalla de bronce para Venezuela en triple salto, con un registro de 15.52 m en Atletismo en los Juegos Olímpicos de Helsinki 1952.
- Enrico Forcella logró medalla de bronce en Rifle pequeño, Calibre match inglés, al haber acumulado 587 puntos en Tiro en los Juegos Olímpicos de Roma 1960.
- Rafael Vidal fue medalla de bronce en los 200 m mariposa en Natación en los Juegos Olímpicos de Los Ángeles 1984.
- Omar Catarí ganó medalla de bronce en la división pluma en Boxeo en los Juegos Olímpicos de Los Ángeles 1984.
- Marcelino Bolívar obtuvo medalla de bronce en la categoría mosca ligero en Boxeo en los Juegos Olímpicos de Los Ángeles 1984.
- Adriana Carmona obtuvo medalla de bronce en la categoría +70 kg de Taekwondo, en los Juegos Olímpicos de Barcelona 1992 y también obtuvo la medalla de bronce en la categoría de 67 kg de taekwondo en los Juegos Olímpicos de Atenas 2004. El Comité Olímpico Internacional no tiene en cuenta esta Medalla en el conteo general de Barcelona 1992, por tratarse de un deporte de exhibición.[13]
- Israel Rubio, medalla de bronce en Halterofilia en los Juegos Olímpicos de Atenas 2004.
- Dalia Contreras obtuvo medalla de bronce en taekwondo en los Juegos Olímpicos de Beijing 2008.
- Stefany Hernández logró la medalla de bronce en el Ciclismo BMX en Río de Janeiro 2016.

## Medallas

### Por deporte
| Disciplina     |   |   |    | T  | Detalle |
| -------------- | - | - | -- | -- | --- |
| Boxeo          | 1 | 3 | 2  | 6  | Francisco Rodríguez, México 1968, -48 kg Pedro Gamarro, Montreal 1976, 63,5 - 67 kg Bernardo Piñango, Moscú 1980, 51-54 kg Yoel Finol, Río de Janeiro 2016, 52 kg Marcelino Bolívar, Los Ángeles 1984, -48 kg Omar Catarí, Los Ángeles 1984, 54-57 kg |
| Atletismo      | 1 | 1 | 1  | 3  | Yulimar Rojas, Tokio 2020, Triple salto Yulimar Rojas, Río de Janeiro 2016, Triple salto Asnoldo Devonish, Helsinki 1952, Triple salto |
| Taekwondo      | 1 | 0 | 3  | 4  | Arlindo Gouveia, Barcelona 1992, -54 kg Adriana Carmona, Barcelona 1992, +70 kg Adriana Carmona, Atenas 2004, +67 kg Dalia Contreras, Pekín 2008, -49 kg                                                                                              |
| Esgrima        | 1 | 0 | 0  | 1  | Rubén Limardo, Londres 2012, Espada individual |
| Halterofilia   | 0 | 2 | 1  | 3  | Israel Rubio, Atenas 2004, 62 kg Julio Mayora, Tokio 2020, 73 kg Keydomar Vallenilla, Tokio 2020, 96 kg |
| Ciclismo       | 0 | 1 | 1  | 2  | Stefany Hernández, Río de Janeiro 2016, BMX femenino Daniel Dhers, Tokio 2020, BMX estilo libre |
| Tiro deportivo | 0 | 0 | 1  | 1  | Enrico Forcella, Roma 1960, Rifle tendido 50 m |
| Natación       | 0 | 0 | 1  | 1  | Rafael Vidal, Los Ángeles 1984, 200 m mariposa |
| TOTAL          | 4 | 7 | 10 | 21 | |

### Por edición
| Evento              |   |   |    | T  | Detalle |  |
| ------------------- | - | - | -- | -- | --- |  |
| Londres 1948        | 0 | 0 | 0  | 0  | |  |
| Helsinki 1952       | 0 | 0 | 1  | 1  | Atletismo, triple salto (Asnoldo Devonish) |  |
| Melbourne 1956      | 0 | 0 | 0  | 0  | |  |
| Roma 1960           | 0 | 0 | 1  | 1  | Tiro, Rifle en posición tendido (Enrico Forcella) |  |
| Tokio 1964          | 0 | 0 | 0  | 0  | |  |
| México 1968         | 1 | 0 | 0  | 1  | Boxeo, 48 kg (Francisco Rodríguez) |  |
| Múnich 1972         | 0 | 0 | 0  | 0  | |  |
| Montreal 1976       | 0 | 1 | 0  | 1  | Boxeo, 67 kg (Pedro Gamarro) |  |
| Moscú 1980          | 0 | 1 | 0  | 1  | Boxeo, 54 kg (Bernardo Piñango) |  |
| Los Ángeles 1984    | 0 | 0 | 3  | 3  | Boxeo, 48 kg (Marcelino Bolívar) Boxeo, 57 kg (Omar Catarí) Natación, 200 m mariposa (Rafael Vidal)                                                  |  |
| Seúl 1988           | 0 | 0 | 0  | 0  | |  |
| Barcelona 1992      | 0 | 0 | 0  | 0  | |  |
| Atlanta 1996        | 0 | 0 | 0  | 0  | |  |
| Sídney 2000         | 0 | 0 | 0  | 0  | |  |
| Atenas 2004         | 0 | 0 | 2  | 2  | Halterofilia, 62 kg (Israel Rubio) Taekwondo, 67 kg (Adriana Carmona)                                                                                |  |
| Pekín 2008          | 0 | 0 | 1  | 1  | Taekwondo, 49 kg (Dalia Contreras) |  |
| Londres 2012        | 1 | 0 | 0  | 1  | Esgrima, espada individual (Rubén Limardo) |  |
| Río de Janeiro 2016 | 0 | 2 | 1  | 3  | Atletismo, triple salto (Yulimar Rojas) Boxeo, peso mosca (Yoel Finol) Ciclismo, BMX femenino (Stefany Hernández)                                    |  |
| Tokio 2020          | 1 | 3 | 0  | 4  | Atletismo, triple salto (Yulimar Rojas) Halterofilia, 73 kg (Julio Mayora) Halterofilia, 96 kg (Keydomar Vallenilla) BMX estilo libre (Daniel Dhers) |  |
| Total               | 4 | 7 | 10 | 21 | |  |

## Diplomas Olímpicos
| Deportista(s)                                                                                  | Deporte/Disciplina - Competición                              | Juegos Olímpicos de Verano |
| ---------------------------------------------------------------------------------------------- | ------------------------------------------------------------- | -------------------------- |
| 4.°                                                                                            |                                                               |                            |
| Rafael Vidal                                                                                   | Natación - 100 metros mariposa                                | Los Ángeles 1984           |
| Junior Sánchez                                                                                 | Halterofilia - 69 kg masculino                                | Londres 2012               |
| Antonio Díaz                                                                                   | Karate - Kata masculino                                       | Tokio 2020                 |
| 5.°                                                                                            |                                                               |                            |
| Vicente Matute                                                                                 | Boxeo - Peso ligero                                           | Helsinki 1952              |
| Equipo de relevos: Clive Bonas, Horacio Esteves, Lloyd Murad, Emilio Romero, Rafael Romero     | Atletismo - Relevo 4 × 400 metros                             | Roma 1960                  |
| Armando Guevara                                                                                | Boxeo - Peso minimosca                                        | Montreal 1976              |
| Alfredo Pérez                                                                                  | Boxeo - Peso mosca                                            | Montreal 1976              |
| Alfredo Lemus                                                                                  | Boxeo - Peso superwélter                                      | Montreal 1976              |
| Alberto Mestre                                                                                 | Natación - 200 metros estilo libre                            | Los Ángeles 1984           |
| David Serradas                                                                                 | Boxeo - Peso mosca                                            | Barcelona 1992             |
| Adriana Carmona                                                                                | Taekwondo - 67 kg femenino                                    | Sídney 2000                |
| Julio Luna                                                                                     | Halterofilia - 94 kg masculino                                | Atenas 2004                |
| Wilmer Vásquez                                                                                 | Boxeo - Peso pesado                                           | Atenas 2004                |
| Héctor Manzanilla                                                                              | Boxeo - Peso gallo                                            | Pekín 2008                 |
| Alfonso Blanco                                                                                 | Boxeo - Peso medio                                            | Pekín 2008                 |
| Gabriel Maestre                                                                                | Boxeo - Peso wélter masculino                                 | Londres 2012               |
| Karlha Magliocco                                                                               | Boxeo - Peso mosca femenino                                   | Londres 2012               |
| Pedro Ceballos                                                                                 | Lucha - Lucha libre masculina -86 kg                          | Río de Janeiro 2016        |
| Edgar Contreras                                                                                | Taekwondo - 68 kg masculino                                   | Río de Janeiro 2016        |
| Betzabeth Argüello                                                                             | Lucha - Lucha libre femenina -53 kg                           | Río de Janeiro 2016        |
| Gabriel Maestre                                                                                | Boxeo - Peso wélter masculino                                 | Río de Janeiro 2016        |
| Anriquelis Barrios                                                                             | Judo - 63 kg femenino                                         | Tokio 2020                 |
| Claudymar Garcés                                                                               | Karate - 61 kg femenino                                       | Tokio 2020                 |
| 6.°                                                                                            |                                                               |                            |
| Equipo de relevos: Arquímedes Herrera, Lloyd Murad, Rafael Romero, Hortensio Fucil             | Atletismo - 4 × 100 m relevos masculino                       | Tokio 1964                 |
| Alberto Mestre                                                                                 | Natación - 100 metros estilo libre                            | Los Ángeles 1984           |
| Milagros Sequera y María Vento-Kabchi                                                          | Tenis - Dobles femenino                                       | Sídney 2000                |
| Silvio Fernández                                                                               | Esgrima - Espada individual masculino                         | Atenas 2004                |
| Equipo: Silvio Fernández, Francisco Limardo, Rubén Limardo                                     | Esgrima - Espada por equipos masculino                        | Pekín 2008                 |
| Silvio Fernández                                                                               | Esgrima - Espada individual masculino                         | Londres 2012               |
| Jessica López                                                                                  | Gimnasia artística - Barras asimétricas                       | Río de Janeiro 2016        |
| Yusleidy Figueroa                                                                              | Halterofilia - 59 kg femenino                                 | Tokio 2020                 |
| 7.°                                                                                            |                                                               |                            |
| Héctor de Lima                                                                                 | Tiro - Pistola libre 50 m                                     | Los Ángeles 1984           |
| Humberto Fuentes                                                                               | Halterofilia - 52 kg                                          | Barcelona 1992             |
| Willis García                                                                                  | Judo - 60 kg masculino                                        | Barcelona 1992             |
| María Villapol                                                                                 | Judo - 48 kg femenino                                         | Barcelona 1992             |
| Xiomara Griffith                                                                               | Judo - 61 kg femenino                                         | Barcelona 1992             |
| Xiomara Griffith                                                                               | Judo - 61 kg femenino                                         | Atlanta 1996               |
| Francisco Sánchez                                                                              | Natación - 50 metros estilo libre                             | Atlanta 1996               |
| Giovanna Blanco                                                                                | Judo - 78 kg femenino                                         | Atenas 2004                |
| Ysis Barreto                                                                                   | Judo - 63 kg femenino                                         | Pekín 2008                 |
| Equipo de relevos: Alberto Aguilar, Alberth Bravo, Arturo Ramírez, José Meléndez, Omar Longart | Atletismo - Relevo 4 × 400 metros masculino                   | Londres 2012               |
| Equipo: Daniela Larreal y María Estela Vilera                                                  | Ciclismo - Velocidad por equipos femenino                     | Londres 2012               |
| Jessica López                                                                                  | Gimnasia artística - Competencia múltiple individual femenina | Río de Janeiro 2016        |
| Yaniuska Espinosa                                                                              | Halterofilia - 75 kg femenino                                 | Río de Janeiro 2016        |
| Naryury Pérez                                                                                  | Halterofilia - 87 kg femenino                                 | Tokio 2020                 |
| 8.°                                                                                            |                                                               |                            |
| Francisco Sánchez                                                                              | Natación - 100 metros estilo libre                            | Atlanta 1996               |
| Julio Luna                                                                                     | Halterofilia - 94 kg masculino                                | Sídney 2000                |
| Daniela Larreal                                                                                | Ciclismo - Velocidad individual femenino                      | Sídney 2000                |
| Dalia Contreras                                                                                | Taekwondo - 67 kg femenino                                    | Atenas 2004                |
| Daniela Larreal                                                                                | Ciclismo - Velocidad individual femenino                      | Atenas 2004                |
| José Luis Fuentes                                                                              | Gimnasia artística - Caballo con arcos                        | Pekín 2008                 |
| Betsi Rivas                                                                                    | Halterofilia - 48 kg femenino                                 | Londres 2012               |
| Andreína Pinto                                                                                 | Natación - 800 metros estilo libre femenino                   | Londres 2012               |
| Equipo: Hersony Canelón, César Marcano, Ángel Pulgar                                           | Ciclismo - Velocidad por equipos masculino                    | Río de Janeiro 2016        |
| Equipo: Kelvin Cañas, Silvio Fernández, Francisco Limardo y Rubén Limardo.                     | Esgrima - Espada por equipos masculina                        | Río de Janeiro 2016        |
| Robeilys Peinado                                                                               | Atletismo - Salto con pértiga                                 | Tokio 2020                 |